# Större skogsfly
Större skogsfly (Eurois occulta) är en fjärilsart som beskrevs av Carl von Linné. Större skogsfly ingår i släktet Eurois och familjen nattflyn. Arten är reproducerande i Sverige. Inga underarter finns listade i Catalogue of Life.

## Bildgalleri

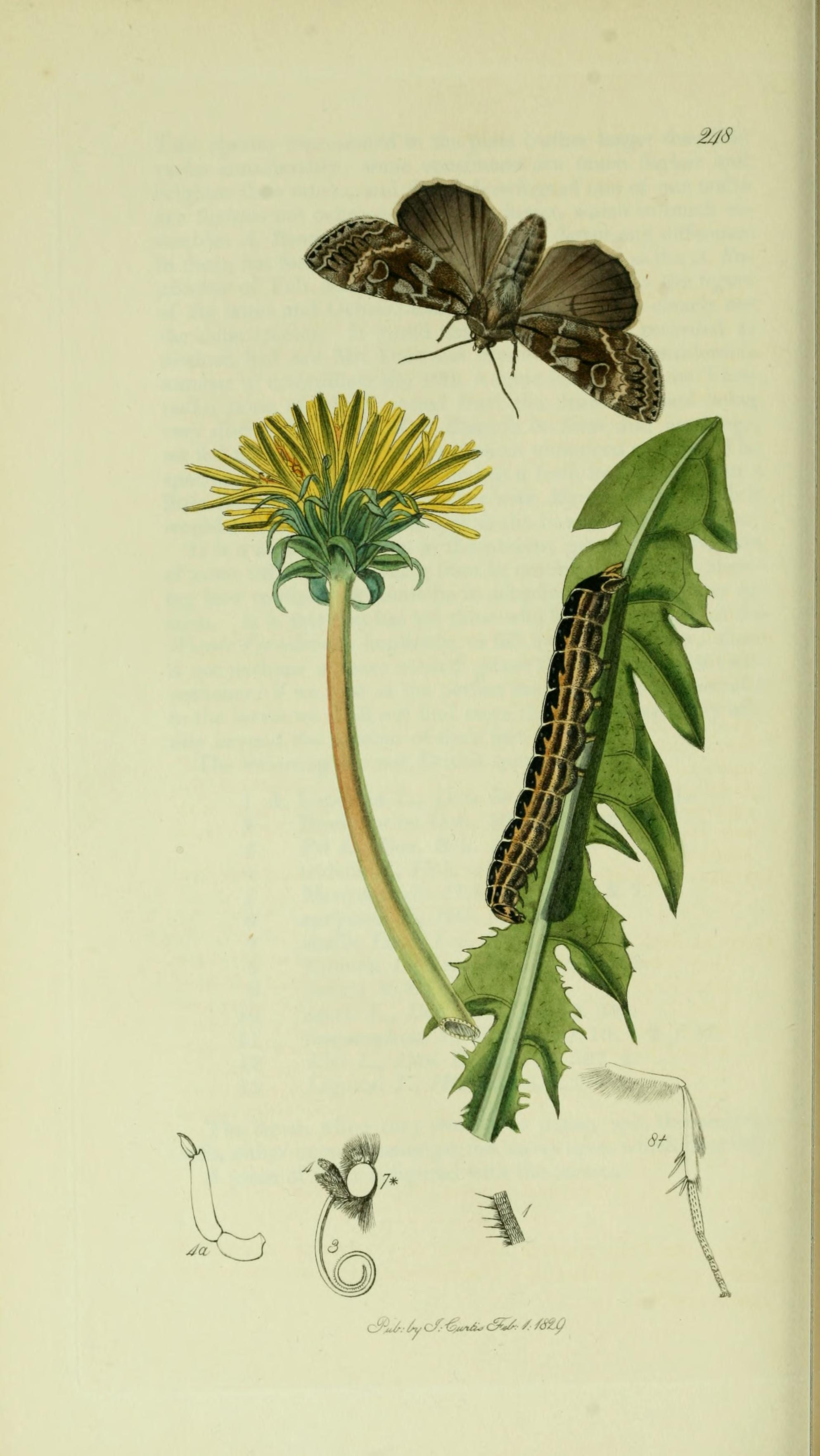